# Coelotes
Coelotes este un gen de păianjeni din familia Amaurobiidae.

## Specii[1]
- Coelotes aguniensis
- Coelotes akakinaensis
- Coelotes alpinus
- Coelotes amamiensis
- Coelotes amplilamnis
- Coelotes antri
- Coelotes arganoi
- Coelotes atropos
- Coelotes bicultratus
- Coelotes bifurcatus
- Coelotes brachiatus
- Coelotes brevis
- Coelotes capacilimbus
- Coelotes caudatus
- Coelotes cavernalis
- Coelotes cavicola
- Coelotes charitonovi
- Coelotes chenzhou
- Coelotes coenobita
- Coelotes colosseus
- Coelotes conversus
- Coelotes curvilamnis
- Coelotes cylistus
- Coelotes decolor
- Coelotes eharai
- Coelotes exaptus
- Coelotes exitialis
- Coelotes filamentaceus
- Coelotes galeiformis
- Coelotes globasus
- Coelotes guangxian
- Coelotes guizhouensis
- Coelotes guttatus
- Coelotes hamamurai
- Coelotes hengshanensis
- Coelotes hexommatus
- Coelotes hiradoensis
- Coelotes hiratsukai
- Coelotes icohamatus
- Coelotes iheyaensis
- Coelotes inabaensis
- Coelotes indistinctus
- Coelotes insulanus
- Coelotes introhamatus
- Coelotes italicus
- Coelotes izenaensis
- Coelotes jucundus
- Coelotes juglandicola
- Coelotes kakeromaensis
- Coelotes keramaensis
- Coelotes kintaroi
- Coelotes kirgisicus
- Coelotes kitazawai
- Coelotes kumejimanus
- Coelotes kumensis
- Coelotes luculli
- Coelotes maculatus
- Coelotes mastrucatus
- Coelotes mediocris
- Coelotes micado
- Coelotes microps
- Coelotes miyakoensis
- Coelotes modestus
- Coelotes motobuensis
- Coelotes multannulatus
- Coelotes musashiensis
- Coelotes nasensis
- Coelotes nenilini
- Coelotes ningmingensis
- Coelotes nitidus
- Coelotes noctulus
- Coelotes obako
- Coelotes obesus
- Coelotes okinawensis
- Coelotes osellai
- Coelotes oshimaensis
- Coelotes pabulator
- Coelotes palinitropus
- Coelotes pastor
- Coelotes pastoralis
- Coelotes pedodentalis
- Coelotes personatus
- Coelotes plancyi
- Coelotes poleneci
- Coelotes poweri
- Coelotes processus
- Coelotes progressoridentes
- Coelotes prolixus
- Coelotes pseudoterrestris
- Coelotes rhododendri
- Coelotes robustus
- Coelotes rudolfi
- Coelotes rugosus
- Coelotes saccatus
- Coelotes samaksanensis
- Coelotes satoi
- Coelotes septus
- Coelotes shimajiriensis
- Coelotes simoni
- Coelotes simplex
- Coelotes solitarius
- Coelotes sordidus
- Coelotes striatilamnis
- Coelotes stylifer
- Coelotes suthepicus
- Coelotes tarumii
- Coelotes tegenarioides
- Coelotes terrestris
- Coelotes thailandensis
- Coelotes tiantongensis
- Coelotes titaniacus
- Coelotes tokaraensis
- Coelotes tokunoshimaensis
- Coelotes tonakiensis
- Coelotes transiliensis
- Coelotes troglocaecus
- Coelotes tumidivulvus
- Coelotes turkestanicus
- Coelotes uenoi
- Coelotes undulatus
- Coelotes unicatus
- Coelotes uozumii
- Coelotes vallei
- Coelotes wangi
- Coelotes vestigialis
- Coelotes vignai
- Coelotes wugeshanensis
- Coelotes xinjiangensis
- Coelotes yaginumai
- Coelotes yambaruensis
- Coelotes yanlingensis
- Coelotes yodoensis
- Coelotes yunnanensis